# Vollweib sucht Halbtagsmann
Vollweib sucht Halbtagsmann ist eine deutsche Liebes-Komödie aus dem Jahr 2002. Der Fernsehfilm ist eine Literaturverfilmung des gleichnamigen Romanes von Eva Völler.

## Handlung
Die alleinerziehende Mutter Anna Schröder zog mit ihrem Sohn Tobi von Berlin in ein brandenburgisches Dorf, um als Kellnerin eine neue Zukunft zu haben. Doch weil ihr Chef Walther nach Mallorca will, droht er seinen Partyservice zu schließen. Damit sie nicht arbeitslos wird, erklärt sie sich bereit, ihm seine Firma abzukaufen. Nur beginnen damit die Probleme, denn neben einem kaputten Kühlschrank, einer kaputten Türklingel, enormer Schulden und einem sich vernachlässigt fühlenden Tobi bekommt sie von ihrer Cousine Sophie auch noch den verwitweten Großonkel Jakob zugeschickt. Der ist allerdings auch keine Hilfe, wenn es darum geht, Anna bei ihrem Job zu entlasten. Vielmehr schaut er nur zu, als sich Tobi Annas Auto nimmt und damit einen Unfall baut. Der Polizist Thomas, der bereits häufiger mit Anna flirtete, bietet bereitwillig seine Hilfe an, bewahrt Tobis Geheimnis, kümmert sich um den Wagen und lässt sich zum Dank später von Anna zum Essen einladen.
Dabei kommt er ihr näher und erfährt während eines Ausfluges zum See, dass Tobis Vater lange vorher verstorben sei. Doch das stimmt nicht. Tobis Vater Peter hat jahrelang in Kalifornien gelebt und erfolgreich Einkaufszentren und Freizeitparks gebaut. Gemeinsam mit Christian versucht er nun in München mit dem Investor Hajo von der Mühlenstock für 250 Mio. Euro ein neues Einkaufszentrum zu bauen. Da Hajo allerdings ein stockkonservativer Mensch ist und sich von Peters Familientauglichkeit überzeugen möchte, sucht Peter nun Anna und Tobi auf. Obwohl Anna überhaupt nichts von ihm wissen will, nimmt sie notgedrungen seine Hilfe an, sich um Tobi zu kümmern, während sie versucht ihre Schulden abzuarbeiten und neue Aufträge an Land zu ziehen. Peter verhält sich in der folgenden Woche gut, kümmert sich um alle defekten Geräte in ihrem Haus, lässt alte Möbel ersetzen und lädt sie später zum Essen ein. Anna ist so von seinem Charme eingenommen, dass sie sein früheres Verhalten entschuldigt und beginnt sich wieder in ihn zu verlieben. Nur grenzt sie damit Thomas aus, der sich so um sie bemühte und sich übergangen fühlt.
Aber Peter ist auch nicht so perfekt wie er sich gibt. Seine Arbeit geht ihm über alles. Das spürt auch Tobi, als er von ihm nicht zu einem wichtigen Fußballspiel gebracht wird und die 20 km nach Wiesental mit dem von Thomas geschenkten Bonanza-Fahrrad zurücklegen will. Zwar wird er unterwegs von Thomas aufgesammelt und zum Fußballspiel gebracht und Peter entschuldigt sich auch, aber Anna merkt, wie verantwortungslos er mit seinem eigenen Sohn umgeht. Als sie ihn schließlich zu einer Feier von der Mühlenstücks begleitet und erfährt, das Peter lediglich eine heile Familienwelt für den erfolgreichen Vertragsabschluss vortäuschen muss, ist sie endgültig von ihm enttäuscht und schmeißt ihn, trotz aller Liebesbekundungen Peters, aus dem Haus raus. Nicht Peter war der richtige Mann für sie, sondern Thomas, der sich immer rührend um Tobi kümmerte. Sie entschuldigt sich bei ihm und er nimmt dies nach langem Zögern an und gibt ihr eine zweite Chance.

## Kritik
„Im ländlichen Milieu spielende Liebeskomödie, die dem Genre angemessen solide unterhält und auf vergnügliche Weise Rollenklischees hinterfragt.“

„Wundern Sie sich nicht, wenn in dieser Liebeskomödie aus der Reihe ‚Lauter tolle Frauen‘ meist das passiert, was Sie erwarten. Denn Regisseur Helmut Metzger zieht hier fast alle bekannten Register der ländlichen Komödie. Ein Glanzpunkt allerdings: Markus Knüfken als netter Dorfpolizist.“

## Hintergrund
Der Film hatte seine Erstausstrahlung am 19. April 2002 im Ersten.